# 腺房火红杜鹃
腺房火红杜鹃（学名：Rhododendron neriiflorum var. appropinquans）为杜鹃花科杜鵑花屬下的一个变种。